# のあ先輩はともだち。
『のあ先輩はともだち。』（のあせんぱいはともだち）は、あきやまえんまによる日本の漫画。『週刊ヤングジャンプ』（集英社）にて、2023年32号（2023年7月6日）から連載中。2025年4月時点で累計60万部を突破している。

## あらすじ
社会人2年目の大塚理人（おおつか りひと）が残業を終え帰宅しようとした際、同じ会社に勤めるバリキャリの先輩である早乙女望愛（さおとめ のあ）の裏の顔を知ってしまう。酒を飲みながら彼氏に振られたと泣き喚く情緒不安定な望愛は、普段会社で見せる表情とは全く別の表情を見せていた。そんな望愛と、彼女から友達になってほしいと頼まれた理人とのオフィスともだちコメディが始まる。

## キャラクター
早乙女望愛（さおとめ のあ）
とあるゲーム会社に勤めるアートディレクター。11月9日生まれの27歳。血液型はB型で、MBTIはENFP。身長は厚底込みで155センチメートル。表の顔は社内の誰からも頼りにされるバリキャリ（「バリバリ働くキャリアウーマン」の略）だが、実際は頑張って取り繕っているだけで情緒不安定な子供のような性格をしている。人との距離感がおかしく、過去に付き合っていた元カレには毎回逃げられている。とはいえ職務遂行能力は高く、ドラマなどからのインプットを怠らないなど真面目なところもある。
大塚理人（おおつか りひと）
とあるゲーム会社に勤めるキャラモデラー。10月7日生まれの23歳。血液型はA型で、MBTIはINTJ。身長は171センチメートル。「人生省エネでいい」と悟る、さとり世代の青年。仕事と趣味だけで精一杯で、恋人を作る気はあまりない。そのため、仕事も恋愛も本気の望愛を尊敬している。望愛からの友達にならないかという頼みを承諾したことから、情緒不安定な望愛に振り回される日々が始まってしまう。

## 書誌情報
- あきやまえんま 『のあ先輩はともだち。』 集英社〈ヤングジャンプ・コミックス〉、既刊7巻（2025年7月17日現在）
  1. 2023年10月19日発売[3]、ISBN 978-4-08-892862-3
  2. 2024年2月19日発売[4]、ISBN 978-4-08-893114-2
  3. 2024年6月19日発売[5]、ISBN 978-4-08-893265-1
  4. 2024年9月19日発売[6]、ISBN 978-4-08-893375-7
  5. 2025年1月17日発売[7]、ISBN 978-4-08-893481-5
  6. 2025年4月17日発売[8]、ISBN 978-4-08-893619-2
  7. 2025年7月17日発売[9]、ISBN 978-4-08-893740-3